# Crassula decumbens
Crassula decumbens (Thunb., 1794) è una pianta succulenta appartenente alla famiglia delle Crassulaceae, originaria di Cile, Sudafrica ed Australia.
L'epiteto specifico decumbens deriva dal latino decumbo, prostrato, e si riferisce al portamento strisciante della pianta, con le estremità ascendenti.

## Descrizione

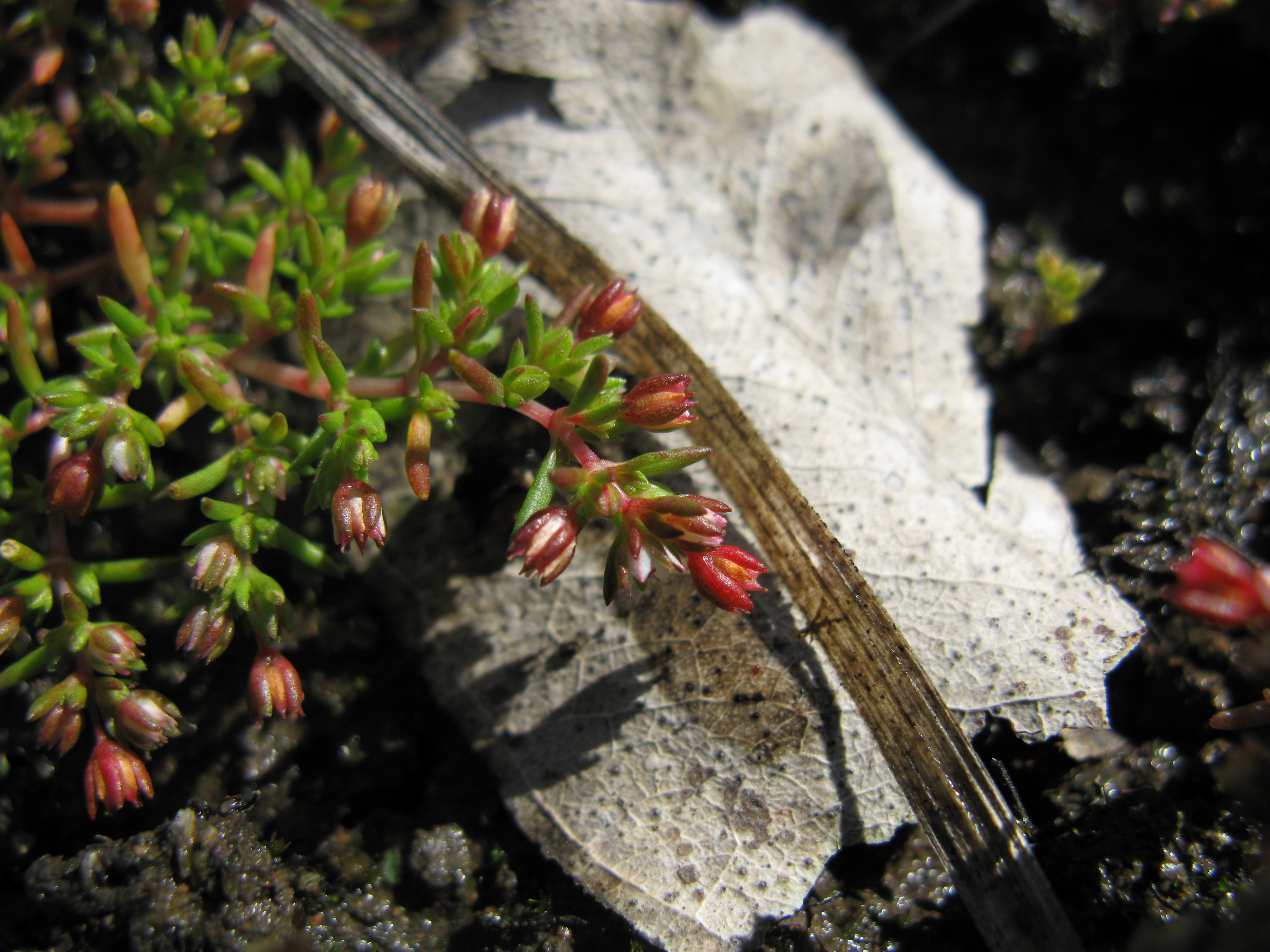
Esemplare di C. decumbens.

C. decumbens è una pianta annuale a portamento erbaceo, formata da steli striscianti o eretti, lunghi fino a 15 centimetri e fittamente ramificati. Questi steli, finché giovani, presentano alcune papille sparse e radicano a partire dai nodi inferiori.
Le foglie carnose, lunghe 2,5-9 millimetri e larghe 0,4-1,5 mm, hanno una base connata, forma lineare-lanceolata ed estremità da acute a subacute. Il profilo è appiattito, le pagine superiore ed inferiore convesse e sono di colore da verde a marroncino.
Le infiorescenze a tirso, che si sviluppano tra agosto e novembre a partire dai tre nodi inferiori, sono composte da diverse cime fittamente ramificate e, sul lungo peduncolo, presentano alcune coppie di brattee dall'aspetto simile alle foglie.
I fiori tetrameri o, più di rado, pentameri e fittamente raccolti, sono sorretti da un pedicello lungo circa 1–2 mm durante l'antesi, per poi svilupparsi fino a 10–15 mm quando dovranno sorreggere i frutti. Sono formati da un calice composto da sepali lunghi 1,2–4 mm, dalla forma da triangolare ad oblungo-lanceolata ed apici acuti, con alcune papille in posizione terminale. La corolla, di colore da bianco a crema e con alcune sfumature rosate, è costituita da petali lunghi tra 1,3 e 2 mm per una larghezza di 0,7–1 mm, fusi tra loro alla base e di forma lanceolata, con apici da acuti ad ottusi. Gli stami misurano tra 0,8 e 1,1 mm in lunghezza.
I frutti sono dei follicoli lisci e leggermente ricurvi, che presentano un poro sul terzo superiore della sutura che li chiude. Al loro interno si trovano tra 4 e 10 semi, lunghi 0,3-0,5 mm e di forma oblunga, che presentano alcuni piccoli tubercoli disposti lungo delle creste longitudinali.

## Distribuzione e habitat
C. decumbens è presente come specie autoctona in tre differenti aree: il Cile centrale, le Province del Capo, in Sudafrica, e la parte meridionale dell'Australia. Nello specifico, è presente in Sudafrica nella fascia costiera compresa tra i monti Kamiesberg e l'insediamento di Riversdale, mentre in Australia la si può trovare negli stati federati di Australia Occidentale, Australia Meridionale, Victoria, Nuovo Galles del Sud e Tasmania. Risulta inoltre introdotta per opera dell'uomo in Nuova Zelanda e nelle isole Scilly, parte del Regno Unito, dove si è ormai naturalizzata.
Negli habitat di cui è originaria predilige aree più umide rispetto ad altre piante appartenenti al suo genere, essendo particolarmente diffusa nei pressi di pozze d'acqua stagionali ed aree umide durante alcuni periodi dell'anno.

## Tassonomia

### Varietà
Al momento, oltre alla pianta in sé, è accettata una sola varietà:
- Crassula decumbens var. brachyphylla ((Adamson) Toelken, 1975)[13]

Per indicare la specie principale viene talvolta utilizzato il nome C. decumbens var. decumbens.

#### Crassula decumbensvar.brachyphylla

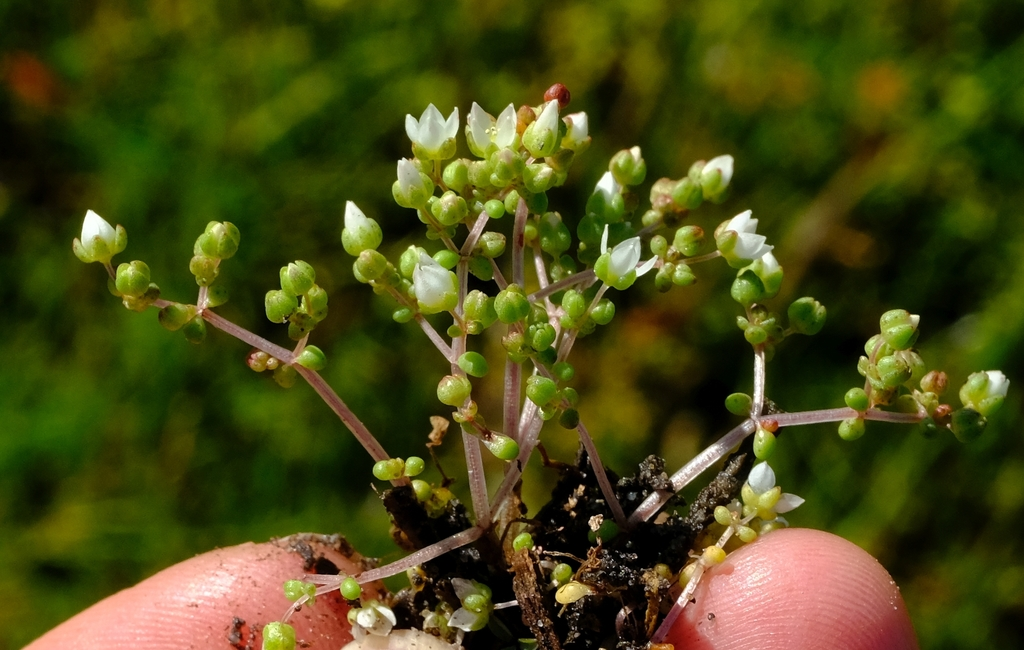
Esemplare di Crassula decumbens var. brachyphylla.

C. decumbens var. brachyphylla è l'unica varietà di C. decumbens ed ha un areale ristretto al solo Sudafrica, condiviso con la specie principale. Nello specifico, la si può trovare nella fascia costiera delle province del Capo Settentrionale e del Capo Occidentale, anche se è particolarmente diffusa tra le cittadine di Clanwilliam e di Bredasdorp.
È una pianta particolarmente diffusa in aree paludose e, nonostante sia diffusa in una EOO (Extent Of Occurance) di circa 20000 km2, per circa 15-20 distinte popolazioni, viene considerata come ormai prossima alla minaccia, a causa delle bonifiche e dell'urbanizzazione in corso in queste zone.
Differisce dalla var. decumbens per la sua tendenza a formare fitti tappeti erbosi e per le foglie, lunghe circa 5 mm, dalla forma da cilindrica a claviforme. Inoltre la corolla presenta dei petali largamente ovati, lunghi circa il doppio dei sepali.
Sinonimi sono Crassula brachyphylla (Adamson, 1942), basionimo dell'attuale denominazione, risalente a quando la pianta era classificata come una specie a sé stante, e Tillaea brevifolia (Walp., 1843), in uso finché il genere Tillaea non è stato incluso in Crassula.